# Kameralamt Vellberg
Das Kameralamt Vellberg war eine Einrichtung des Königreichs Württemberg, die im Amtsbezirk Besitz und Einkommen des Staates verwaltete. Es bestand von 1807 bis 1819 in Vellberg. Das Kameralamt wurde im Rahmen der Neuordnung der Staatsfinanzverwaltung im Königreich Württemberg geschaffen.

## Geschichte
Durch Verordnung vom 7. Juli 1807 bzw. 14. Juli 1807 erhielt das Amt die Patrimonialämter Oberschmerbach, Rudelsdorf und Wolpertshausen zugeteilt.
Gemäß Erlass vom 6. Juni 1819 wurde das Kameralamt Vellberg dem Kameralamt Hall eingegliedert mit Ausnahme nachfolgender Orte, die den Kameralämtern Crailsheim und Gaildorf zugewiesen wurden:
- Kameralamt Crailsheim: Bonolzhof, Markertshofen mit Mittelmühle, Neuenberg, Spaichbühl, Steinehaig, Waldbuch, sämtliche aus der Schultheißerei Gründelhardt,
- Kameralamt Gaildorf: Mittelfischach, Unterfischbach, Weiler, Leippersberg, Obersontheim, Beutemühle.